# Полезные ископаемые Азии
Статья рассматривает полезные ископаемые, месторождения которых расположены в Азии.

## Западная Азия
В Западной Азии установлены месторождения многих видов минерального сырья. По запасам нефти, природного горючего газа и самородной серы Западная Азия занимает первое место в мире. Значительны также запасы цинковых руд, барита, боратов, лития, корунда, ртути, асбеста, фосфоритов, железной руды, калийных солей, свинца, вольфрама, меди, пирита, сурьмы, флюорита, целестина, бирюзы, лазурита и др.

### Нефть, газ, ископаемый уголь
Впервые промышленные запасы нефти в Западной Азии обнаружены на юго-западе Ирана в 1908 году (месторождение Месджеде-Солейман). В конце 1920-х годов начал эксплуатироваться ряд месторождений нефти, в частности Киркук (Ирак), Гечсаран, Хефтгель (Иран). В 1932 году открыто гигантское газонефтяное месторождение Авали на острове Бахрейн, а также гигантские газонефтяные и нефтяные месторождения Пазенан и Агаджари (Иран), Даммам, Абкайк Абу-Хадрия (Саудовская Аравия). В 1938 году открыто крупнейшее в мире месторождение Большой Бурган (Кувейт), в 1948 — Гавар (Саудовская Аравия). В 1950-е — 60-е годы выявлено более 80 крупных нефтяных месторождений. В 1970-е годы обнаружены гигантские газовые месторождения в юго-восточной части Персидского залива и прилегающих к ней территорий Ирана, Катара, ОАЭ, Ирака. По запасам нефти Западная Азия занимает ведущее место среди прочих регионов мира: около 45 млрд тонн нефти и более 20 трлн м³ газа. Большинство месторождений нефти и газа связаны с крупнейшим в мире нефтегазоносным бассейном Персидского залива. Единичные залежи нефти и газа обнаружены в прочих бассейнах региона (Иран, Афганистан, Израиль). До 90-х годов XX века в странах Западной Азии было открыто 302 нефтяных и газонефтяных и 54 газовых месторождений. Основные разведанные запасы углеводородов найдены в интервале глубин 1-3 км. Основные продуктивные толщи — пермская, верхнеюрская, нижнемеловая и олигоцен-нижнемиоценовая.
Запасы каменного угля составляют более 23 млрд тонн, бурого — 3,3 млрд тонн. Все разведанные запасы каменного угля сконцентрированы в странах Среднего Востока — Турции, Иране и Афганистане. Практически все запасы бурого угля — в Турции (Анатолийский буроугольный бассейн). Основные месторождения каменного угля в Турции сосредоточены в северо-западной части страны (бассейн Зонгулдак). Большинство месторождений угля в Иране находится в двух угленосных бассейнах — Эльбурсском и Тебесском (месторождения Керманское, Бадаму и другие).

### Металлы
Запасы урана в Западной Азии незначительны и составляют около 9 тыс. тонн (1998). Они заключены в нескольких месторождениях Турции (Салихлы-Кёпрюбаши). Содержание в рудах U3O8 0,07-0,1 %. В турецкой части Чёрного моря открыты большие скопления урановых руд в донных осадках на глубине 1—2 км.
Руды чёрных металлов. Общие запасы железной руды в Западной Азии составляют около 14 млрд тонн, в том числе разведанные — более 3 млрд тонн (1998). Наиболее важные в промышленном отношении — контактно-метасоматические месторождения Турции (Дивриги, Хасанчелеби), Ирана (Чогарт и другие), Ирака (Аснава) с запасами руды 100—500 млн тонн (содержание Fe — 50—63 %, S — 0,1-2 %, P2О5 — 0,05-3,0 %, SiO2 — 2,0-33,0 %). Крупные месторождения представлены железистыми кварцитами в Саудовской Аравии (Вади-Сававин) и др., а также железорудными метасоматитами в терригенно-карбонатных породах в Афганистане (Хаджигек) и др. Осадочные месторождения, как правило, невелики и сосредоточены в Саудовской Аравии, Ираке, Иордании, Афганистане, Сирии (запасы — сотни тысяч, десятки, редко сотни млн. тонн, содержание Fe — 23-64 %, S — сотые доли процента, P2О5 — 0,01-0,45 %, SiO2 — до 15 %).
Титаномагнетитовые месторождения (Йемен) характеризуются значительными запасами руды — до 600 млн тонн, но низким содержанием полезных компонентов (Fe — 15 %, TiO2 — 5,3 %) и высоким содержанием вредных компонентов (P2О5 — до 3,3 %).
Запасы марганцевых руд невелики и составляют более 5 млн тонн. Запасы в основном сосредоточены в осадочных и докембрийских отложениях Иордании (Вади-Дана и другие), в гидротермальных месторождениях Турции (Перонит, Подима, Улукёй и другие) и Ирана, а также в металлоносных илах Саудовской Аравии — Атлантис-11. Содержание Mn в осадочных месторождениях — 38-43 %, в жильных — 25-45 %.
Запасы титана оцениваются 850 тыс. тонн ильменита, которые сосредоточены в небольших ильменит-цирконовых прибрежно-морских россыпях Йемена. Содержание (кг / т): ильменита 24-83, циркона 10-20, монацита 1-2. Запасы циркона составляют 130 тыс. тонн, монацита 8 тыс. тонн. В Йемене и Саудовской Аравии имеются также титаномагнетитовые руды в основных породах, однако содержание TiO2 в них редко превышает 5 %.
Запасы хромовых руд составляют около 40 млн тонн — в основном в месторождениях Турции и Ирана. Небольшие месторождения хромовых руд есть на Кипре (1 млн тонн), в Афганистане и Омане (160 тыс. тонн). Все месторождения представлены пласто- и линзовидными залежами массивных и вкрапленных руд в ультраосновных породах. В Турции они группируются в районах Гулеман, Бурса-Измир и Мугла, содержание Cr2O3 в пределах 22-56 %, FeO — 11-13,5 %, Al2O3 — 9-11 %, SiO2 — 5-11,5 %, отношение Cr к Fe 2,88:3,1. В Иране месторождения хромитов сконцентрированы в районе Минаб (Шахриар).
Руды цветных металлов. Запасы бокситов невелики и составляют 217,5 млн тонн, в том числе разведанные — более 140 млн тонн. Основная часть общих запасов (200 млн тонн) заключена в месторождениях, расположенных в Турции, мелкие месторождения бокситов известны также в Иране и Афганистане. Все месторождения — осадочного типа.
Запасы меди составляют более 22 млн тонн. Около 50 % запасов меди заключены в месторождениях Ирана, Афганистана, Турции, Саудовской Аравии, Омана, Иордании, Кипра, Израиля. Важнейшие в промышленном отношении медно-порфировые месторождения — в Иране (Серчешме, Чахар-Гонбад и др.) и Турции. Велики также стратиформные месторождения Афганистана (Айнак и др.), Иордании и Израиля. Менее значительные по запасам — колчеданные месторождения Турции, Омана, Саудовской Аравии, Кипра и Ирана (запасы металла — до 680 тыс. тонн, содержание Cu — 0,5-3,75 %). Скарновые месторождения Ирана и Афганистана и месторождения жильного типа Ирана и Турции имеют незначительные запасы металла (около 100 тыс. тонн), но отличаются высоким содержанием меди. В металлоносных илах Красного моря (месторождение Атлантис II) содержание Cu — 0,19-3,6 %.
Запасы свинца в Западной Азии составляют около 7,9 млн тонн, цинка около 26 млн тонн. Прогнозируемые запасы соответственно превышают 10 и 15 млн тонн. Запасы свинца и цинка сосредоточены главным образом в Средиземноморском геосинклинальном складчатом поясе, в пределах Ирана. Цинк в большом количестве есть в Саудовской Аравии, в меньшей — в Ираке, Афганистане и Омане. Наиболее важные в промышленном отношении гидротермально-метасоматические и стратиформные месторождения Ирана (Энгуран и др.), а также колчеданно-полиметаллические и медно-цинковые колчеданные месторождения Турции (Мургул, Лаханос и др.), Ирана (Кушк, Чахмире и др.), Саудовской Аравии (Нукри, Эль-Амар и др.), Омана (Сухар, Раках и др.), Афганистана (Шайда). В рудах этих месторождений присутствуют также серебро, золото, медь, иногда кадмий. Жильные месторождение Турции, Ирана, Ирака, Саудовской Аравии, как правило, характеризуются небольшими запасами свинца и цинка при высоких концентрациях их в рудах (Pb — до 20 %, Zn — до 15 %). В месторождении Атлантис II в Красном море содержание цинка в илах — от 0,9 до 9,8 %.
Запасы никеля составляют около 250 тыс. тонн, большая часть из них — 160 тыс. т (1998) в Турции и в комплексных медно-цеолитовых и гидротермальных жильных месторождение Ирана (Тальмеси, Мескани, Чахмире), меньше — в магматическом медно-никелевом месторождении Вади-Куатан (Саудовская Аравия). Содержание никеля в рудах варьирует от 0,4 до 4 %.
Кобальт в количестве 35 тыс. тонн при содержании 0,27 % присутствует только в рудах медно-колчеданного месторождения Эргани (Турция).
Месторождения вольфрама — монометаллические и вольфрам-молибденовые — известны только в Турции. Общие запасы — 77 тыс. тонн, подтвержденные — 50 тыс.тонн (1998). Месторождения скарнового и жильного типа. Крупнейшее из скарновых — Улудаг. Непромышленные проявления вольфрама имеются в Иране и Афганистане.
Общие запасы молибдена невелики и оцениваются в 432 тыс. тонн, подтвержденные — 172 тыс. тонн (1998) при содержании Мо в руде 0,03-0,2 %. Бо́льшая часть из них заключена в медно-порфировых месторождениях Ирана (Серчешме и др.), меньшая — в скарновых и жильных месторождениях Турции (Улудаг и др.).
Месторождения редких металлов (бериллия, лития, тантала, ниобия, цезия и др.) пегматитового типа распространены в Нуристане (Афганистан). В Саудовской Аравии известны месторождения ниобат-редкоземельных руд.
Стронциевые руды представлены целестином, известны в Афганистане (Кундуз), Иране и Турции.
Запасы ртути оцениваются в 12 тыс. тонн (ресурсы на 1998 — 23 тыс.тонн). Все они заключены в месторождениях Западной Турции (более 50 месторождений). Запасы ртути на отдельных месторождениях достигают 3 тыс. тонн и более при содержании её в рудах 0,1-4,0 % и более. Отдельные мелкие месторождения ртути с сурьмой и мышьяком известны в Иране, многочисленные непромышленные проявления ртути установлены в Афганистане.
Запасы сурьмы оцениваются в 170 тыс. тонн. Основное количество их находится в Турции (90 тыс. тонн в 1998), где известно более 45 месторождений сурьмы. Комплексные мышьяково-сурьмяные и ртутно-мышьяково-сурьмяные месторождения известны также в Иране (Зерешуран, Бахарлу, Патиар, Торкеман, Кухе-Сорх и др.).
Подтверждённые запасы золота оцениваются в 170 тонн (1998). В гидротермальных жильных месторождениях Саудовской Аравии (Махди-эд-Дахаб и др.) находится 72 тонны подсчитанных запасов, в Иране (Гольпаеган, Муте и др.) — 15 тонн, в Афганистане — 18 тонн, в Турции — 58 тонн. Запасы золота в жильных месторождениях достигают 70 тонн при содержании 4-27 г / т.
Самостоятельных месторождений серебра в Западной Азии нет. Серебро присутствует в жильных комплексных полиметаллических месторождениях Саудовской Аравии, Ирана (содержание Ag — 8-450 г / т) и золото-серебряных жильных месторождениях Саудовской Аравии, Турции и Афганистана (25-140 г / т), кроме того, наличие серебра установлено в колчеданно-полиметаллических месторождениях Саудовской Аравии, Ирана (20-2000 г / т), свинцово-цинковых гидротермально-метасоматических месторождениях в карбонатных породах Ирана, Афганистана (45-1000 г / т), комплексных медно-цеолитовых месторождениях Ирана (8-24 г / т), скарновых месторождениях Ирана, Афганистана (25-2000 г / т), металлоносных илах Красного моря — Атлантис II (53 г / т).

### Горнохимическое сырьё
Сырьё для горнохимической промышленности представлено в странах Западной Азии фосфоритами, серой, калийными солями, каменной солью, баритом, флюоритом, боратами, сульфатом натрия, пиритом. Запасы фосфоритов оцениваются в 2500 млн тонн. Они содержатся в осадочных месторождениях Иордании, Сирии, Турции, Ирака и Израиля.
По запасам серы Западная Азия занимает первое место в мире — 373 млн тонн; почти 99 % запасов серы заключены в месторождениях Ирака (Мишрак, Лазага и др.), её месторождения известны также в Афганистане, Турции, Иране.
Основные запасы калийных солей связаны с Мертвым морем с общими запасами в 600 млн тонн, подтверждёнными — 42 млн тонн при содержании K2O — 1,4 % (1998). Месторождения калийных солей также имеются в Иране (Миане, Семнан и др.).
Месторождения каменной соли (запасы превышают 4,5 млрд тонн) известны в Турции, Йемене, Саудовской Аравии, Иране, Сирии, Афганистане и Иордании. Месторождения сульфата натрия (запасы свыше 10 млн тонн) известны в Турции и Иране, месторождения флюорита (подтверждённые запасы около 7 млн тонн — 1998) — в Афганистане, Иране, Турции и Саудовской Аравии, месторождения пирита (запасы около 0,7 млрд тонн) — в Саудовской Аравии, Турции и на Кипре.
Запасы боратов, сосредоточенные главным образом в Турции (месторождение Бандырма, Эмет, Кирка, Бигадич и др.), оцениваются в 1 млрд тонн при содержании B2O3 в руде 15-50 %.
Значительны в регионе также запасы барита (общие запасы оцениваются в 21 млн тонн, подтверждённые — 6,8 млн тонн), главным образом в Турции (Силир и другие), а также в Иране (Кередж), Афганистане (Сангилян) и Саудовской Аравии.

### Месторождения драгоценного и поделочного камня
В Иране известны месторождения бирюзы (Нишапур в районе Мешхетак и др.). На месторождении лазурита скарнового типа Санг в Афганистане добывают лучшие в мире сорта этого поделочного камня. В Афганистане есть также месторождения рубинов, изумрудов, кунцита, сурьмы, хрусталя, турмалинов, аквамарина, мраморного оникса.

## Южная Азия
Южная Азия занимает ведущее положение в мире по запасам мусковита, барита, титана (рутила, ильменита), высокоглинозёмистых минералов (кианита, силиманита, андалузита), пирита, берилла, графита, железных, марганцевых, хромовых и алюминиевых (бокситов) руд (1-5-е места) и по запасам угля, асбеста, свинцово-цинковых и урановых руд (7-10-е места). Страны Южной Азии имеют также значительные запасы нефти, природного газа, флюорита, фосфатного сырья, золота, медных, никелевых, вольфрамовых руд (14-20-е места) и других полезных ископаемых.
Наибольшее экономическое значение в Южной Азии имеют месторождения полезных ископаемых, которые связаны с докембрийскими комплексами фундамента Индостанской платформы (железо, марганец, медь, свинец, цинк, мусковит, графит), а также месторождения, приуроченные к толщам осадочного чехла и коры выветривания (нефть, газ, уголь, бокситы). Заметное место занимают полезные ископаемые, приуроченные к складчатым образованиям Средиземноморского геосинклинального пояса (хромиты, медь) и к осадочным толщам пред- и межгорных прогибов (уголь, каменная соль, гипс).

### Энергетическое сырье
Основные объемы нефти и природного газа в Южной Азии выявлены и разведаны в 60—70-х годах XX века. В Пакистане, Индии и Бангладеш известно более 80 месторождений. Достоверные запасы нефти в этих месторождениях оцениваются в 623 млн тонн, а газа — 1450 трлн м³ (1998). Крупнейшие нефтегазоносные бассейны Южной Азии — Камбейский (Индия), Бенгальский (Индия и Бангладеш) и Пенджабский (Пакистан). Перспективные площади известные на шельфе Аравийского моря и Бенгальского залива. Потенциально перспективными считаются также Кач-Катхияварский и другие платформенные прогибы. Крупнейшие месторождения: Анклешвар, Нахоркатья, Бомбей-Хан (Индия); Суи, Дхулиян, Мари, Сари-Синг, Хунди (Пакистан); Титас, Силхет, Чатак, Хабигандж (Бангладеш).
Важнейшей для Южной Азии энергетическим сырьем является каменный уголь. Запасы угля, залегающего на глубине до 120 м в пластах мощностью >0,5 м, оцениваются свыше 115 млрд тонн; запасы угля на глубине до 600 м в пластах мощностью >1,2 м оценивается в 90 млрд тонн. Подавляющая часть запасов приходится на антрациты и каменный уголь, который относится к верхнепалеозойским и нижнемезозойским (гондванским) отложениям. Коксующиеся и полукоксующиеся угли имеются только в Индии. Значительные запасы энергетического каменного угля разведаны в Бангладеш (1,65 млрд тонн) и Пакистане (1,96 млрд тонн). В Бангладеш, в районе Джамалгандж, вблизи границы с Индией, обнаружены пласты каменного угля в пермских отложениях на глубине >900 м. Индия обладает значительными запасами лигнитов и бурого угля, используемого как энергетическое сырьё. Бурый уголь в палеогеновых отложениях известен также в Бангладеш (3 млн тонн). Месторождения торфа есть в Бангладеш (Чанда-Банхила и Кола-Муза, 1 млрд тонн), и в Шри-Ланке (50 млн тонн).

### Металлы
Урановые руды в значительных объемах известны только в Индии (общие запасы 76,33 тыс. тонн, ресурсы 108,1 тыс. т — на 1998 г). Подавляющая часть разведанных запасов сосредоточена в Сингхбхумской зоне сминания, где ведется добыча на рудниках месторождения Джадугуда. Гидротермальная урановая минерализация принадлежит к зоне дробления в докембрийских метаморфических породах и ассоциирует с медным оруднением. Руды месторождения Сингхбхумской зоны бедные (0,07 % U3O8), частично комплексные медно-урановые. Небольшие месторождения урана известны в Пакистане и Бангладеш.
Руды черных металлов. Страны Южной Азии имеют большие общие запасы железных руд (более 13,5 млрд тонн), подтвержденные запасы — свыше 7 млрд тонн, основная часть которых сосредоточена в высококачественных гематитовых железистых кварцитах докембрия Индии, меньшая — в более бедных магнетитовых кварцитах, которые легко обогащаются. Крупнейшие месторождения гематитовых руд в Индии — Кудремукх, Гоа, Байладила. Месторождения высококачественных скарновых магнетитовых и гематит-магнетитовых руд известны в Пакистане (Даммер-Ниссар и др.), там же — большое месторождение бедных осадочных и латеритных железных руд (Калабаг-Макервал). Мелкие месторождения осадочных и латеритных железных руд обнаружены в Непале и Шри-Ланке.
Марганцевые руды в значительных количествах издавна добываются в Индии (общие запасы 176, а подтверждённые — 105 млн тонн — 1998), где докембрийские марганцовистые метаморфические породы (гондиты) в зоне выветривания обогащены оксидами марганца. Небольшие месторождения вулканогенных (Ласбела и др.) и осадочных (Абботтабад) марганцевых руд разрабатываются в Пакистане.
Большая часть запасов хромовых руд сосредоточена в Индии (общие запасы 135, подтверждённые — 85,6 млн тонн — 1998), причем 90 % — в штате Орисса. Большие месторождения высококачественных хромовых руд, запасы которых оцениваются в 3 млн тонн, разрабатываются в Пакистане, в районе Хиндубаг (Малакинди).
Главная масса титановых руд находится в прибрежно-морских ильменит-рутил-монацит-цирконових россыпях Южной Азии. Большие россыпи известны в Индии (штаты Керала и Тамилнад) и в Шри-Ланке. Запасы ильменита, рутила оцениваются в Шри-Ланке в 1,7 и 0,3 млн тонн соответственно (90-е годы XX века). Небольшие месторождения титаномагнетитових ванадиевих руд имеются в Индии в Сингхбхумской зоне сминания (штат Бихар).
Руды цветных металлов. В странах Южной Азии сосредоточены большие запасы алюминиевых руд. Месторождения принадлежат к латеритному типу и в основном располагаются в районах восточного побережья Индии (штаты Орисса и Андхра-Прадеш). Преобладают гиббситовые руды с содержанием глинозёма от 40 до 65 % и с низкими концентрациями кремнезёма (1,1-4,4 %), титана (1-7 %) и железа (4-11 %). Латеритные месторождения бокситов разрабатываются также в Пакистане (Равалпинди, Кветта).
В Южной Азии имеются значительные запасы бериллия. Месторождения берилла в пегматитах известны в Пакистане, Непале и Шри-Ланке, но крупнейшие находятся в слюдоносных пегматитовых поясах Индии (штаты Бихар и Раджастхан).
Медные руды в Южной Азии имеются в ограниченных количествах. Большая часть запасов (46 %) меди Индии сосредоточена в месторождениях Сингхбхумского медного пояса (Мосабони, Ракха, Сурда и др.), где гидротермальное оруднение локализуется в зоне сминания, и пояса Кхетри (24 % запасов), месторождения которого представлены пластовыми телами медистих песчаников. Большое медно-порфирове месторождение Саиндак с высокой концентрацией золота и молибдена обнаружено в Пакистане (Белуджистан), запасы которого оцениваются в 250 млн тонн руды; содержание Cu — 0,5 %. Мелкие месторождения руд меди известны в Непале (Бхат-Кхола) и Шри-Ланке (Серувила).
Силикатные никелевые руды, связанные с корой выветривания на гипербазитах, есть в Индии (штат Орисса) и Пакистане (район Кветты). Попутным компонентом в этих рудах является кобальт.
Большими запасами свинца и цинка среди стран Южной Азии обладает только Индия, где 80 % запасов сконцентрированы в стратиформних месторождениях в докембрийских карбонатных породах рудного района Завар в штате Раджастхан. Богатые свинцово-серебряные руды имеются в Пакистане, в районе Сват. Многочисленные мелкие гидротермальные месторождения свинца и цинка известны в Непале (Манджхит-Кхола, Гунеш-Химал). В странах Южной Азии известны единичные небольшие месторождения руд вольфрама (Индия) и сурьмы (Пакистан). Запасы руд золота ограничены. Большие кварцево-жильные месторождения (Колар, Хутти) есть в Индии, мелкие месторождения золота — в Пакистане (Нушки) и Непале (россыпь Коли-Гундуки).

### Горнохимическое сырье
В Южной Азии сосредоточено около 10 % общих запасов (около 40 млн тонн) барита Азии. Большие месторождения барита есть в Индии и Пакистане. В Пакистане находятся большие месторождения галита (Соляной кряж). В Непале и Индии есть месторождения пирита (свыше 82 млн тонн). В Индии разрабатываются месторождения флюорита Амба-Донгар и Мандо-Сипал. Многочисленные месторождения фосфатного сырья известны в Индии, небольшие — в Непале (Дхаран) и Пакистане (Хабибулах). В Сингхбхумской зоне сминания (Индия) расположены также мелкие месторождения апатита. Большие его запасы разведаны в Эппавала (Шри-Ланка).

### Драгоценные и поделочные камни
Алмазы известны только в Индии (район Панна и другие). В россыпях сосредоточены основные запасы других драгоценных и поделочных камней, добываемых в Индии и Шри-Ланке — изумрудов, аквамаринов, сапфиров, рубинов, лунного камня (полевого шпата), гранатов, аметиста, агатов.

## Юго-Восточная Азия
Юго-Восточная Азия занимает первое место в мире по запасам олова (более 50 %), имеет значительные запасы никеля, кобальта, вольфрама, меди, сурьмы, барита, флюорита, а также нефти, газа, бокситов, хромитов и других полезных ископаемых.

### Энергетическое сырье
Поисково-разведочные работы на нефть и газ в регионе ведутся с 60-х годов XIX века. С 1954 года начаты поисково-разведочные работы на континентальном шельфе региона. По данным на начало 90-х годов XX века, достоверные запасы нефти Юго-Восточной Азии составляют около 2000 млн тонн (2,6 % общемировых), запасы природного газа — 3000 млрд м³ (4,6 %). Основные месторождения нефти и газа связаны с кайнозойскими краевыми и внутрискладчатыми прогибами и частично связаны с прогибами и впадинами геосинклиналей (Филиппины). Установлено 36 перспективных бассейнов, 25 из которых — в Индонезии. Основные нефтегазоносные бассейны — в Северно-Суматранском, Северно-Яванском (Индонезия), Саравакском (Бруней) и Западно-Палаванском (Филиппины) краевых прогибах. Нефтяное месторождение-гигант — Минас, другие крупные — Сериа и Северо-Западная Ампа.
Запасы каменного и бурого угля Юго-Восточной Азии составляют около 36 млрд тонн (1998). Более 85 % запасов приходится на Вьетнам и Индонезию. Основные угольные месторождения Вьетнама расположены возле Ханоя и связаны с мезозойскими отложениями (Куангниньский бассейн), в Индонезии — в бассейнах Западной и Южной Суматры, Восточного Калимантана, где они приурочены к палеогеновым и неогеновым отложениям.

### Металлы №2
Руды черных металлов. Подтверждённые запасы железных руд составляют свыше 1300 млн тонн. Наиболее распространены скарновые месторождения — Панпе (Бирма), Тхатькхе (Вьетнам), Эртсберг (Индонезия), Ларап, Сибугей, Мати (Филиппины), Фуньон, Фалек (Лаос), Пномдек (Камбоджа) и другие. Месторождения по размерам незначительные. Большую ценность представляют железистые пески (Филиппины, Индонезия), ассоциирующиеся с осадочными комплексами прибрежных и подводных террас (острова Лусон, Лейте, Ява и другие). Большие запасы железных руд имеются в месторождениях железистых латеритов (Индонезия, Филиппины), связанных с кайнозойскими корами выветривания.
Общие запасы марганцевых руд составляют около 23 млн тонн, подтверждённые — 14 млн тонн (1998). Они находятся в Индонезии, Таиланде и на Филиппинах. Марганцевые руды представлены пиролюзитом, вадом, браунитом. Залегают в туфе или вулканических брекчиях ранне- или среднемиоценового возраста. Наибольшее месторождение — Карангнунгал (Индонезия).
Запасы хромовых руд составляют свыше 36 млн тонн, ресурсы — 127 млн тонн (1998). Руды представлены хромшпинелидами и различными примесями ильменита и магнетита. Крупнейшие месторождения — Масинлок и Акохе (Филиппины). Есть месторождения хромитов во Вьетнаме.
Руды цветных металлов. Алюминиевые руды Юго-Восточной Азии представлены в основном бокситами, запасы которых составляют около 1,7 млрд тонн (1998). Месторождения бокситов приурочены главным образом к кайнозойским корам выветривания и есть в Индонезии, на Филиппинах и в Малайзии. Известны бокситы во Вьетнаме и Камбодже.
Запасы меди в Юго-Восточной Азии составляют свыше 33 500 тыс. тонн. На долю Индонезии и Филиппин приходится около 90 % доказанных запасов меди, которые сосредоточены в месторождениях медно-порфирового типа, связанных с эоцен-олигоценовыми и миоцен-плиоценовыми интрузиями диоритов, кварцевых диоритов, диоритовых порфиров и андезитов; крупнейшие месторождения — Атлас, Сипалай, Тавитави и другие. Значительные месторождения меди известны также в Малайзии, Мьянме и Таиланде.
Юго-Восточная Азия бедна на месторождения свинца (общие запасы на 90-е годы XX века — 1400 тыс. тонн) и цинка (свыше 3 млн тонн). Более 95 % запасов свинца приходится на Мьянму, около 70 % цинка сосредоточено в Таиланде. Крупнейшие месторождения — Бодуин (свинец, цинк, медь, серебро) в Мьянме, Паденг (цинк) в Таиланде, Тёдьен (свинец, цинк) во Вьетнаме.
Запасы никеля составляют около 6 млн тонн, 78 % из них — в Индонезии. Месторождения приурочены к латеритной коре выветривания ультраосновних и основных интрузивных пород. Крупнейшие месторождения расположены на острове Сулавеси. Месторождения никеля также известны на Филиппинах.
Запасы кобальта составляют около 500 тыс. тонн, 60 % из них — в Индонезии. Месторождения кобальта приурочены к латеритным корам выветривания и ассоциируются с латеритными месторождениями никеля и железа. Аналогичные месторождения известны на Филиппинах.
Запасы вольфрама составляют около 80 тыс. тонн (на 1990-е годы). Почти 50 % запасов сосредоточены в Мьянме. Многочисленные небольшие месторождения вольфрама известны в Таиланде, а также в Малайзии. Они, как правило, комплексные (олово-вольфрамовые).
Запасы олова в Юго-Восточной Азии составляют свыше 2,5 млн тонн (1998). Третье место в мире по подтверждённым запасам занимает Малайзия (после Китая и Бразилии), в первой семёрке идут также Индонезия и Таиланд. Известны месторождения олова в Мьянме, Вьетнаме и Лаосе. Почти все запасы заключены в россыпях. Наиболее важные — россыпи аллювиального, делювиального и элювиального типов. Широко развиты в пределах уникального по насыщенности оловом Бирмано-Малайского пояса гранитоидов.
В Юго-Восточной Азии имеются также месторождения руд тантала и ниобия, связанные с оловоносными россыпями ртути, сурьмы, золота, серебра. Большое месторождение ртути есть на острове Палаван (запасы 7 тыс. тонн). Есть проявления ртути в Мьянме и Вьетнаме. Запасы сурьмы составляют около 500 тыс. тонн (1998); бо́льшая часть из них (450 тыс. тонн) сосредоточена на западе Таиланда, где они образуют полосу длиной 150 км и шириной 200 км. Небольшие месторождения сурьмы известны в Мьянме, Вьетнаме, Малайзии.
Основные месторождения золота находятся в Индонезии (подтверждённые запасы 2400 тонн) и на Филиппинах (1100 тонн) — все на 1998. Наиболее распространены приповерхностные золото-серебряные, скарновые и аллювиальные месторождения. Золото добывается также как побочный продукт при добычи медных руд. Самостоятельных месторождений серебра нет. Основное количество серебра получают при разработке месторождений золото-серебряных и полиметаллических руд (Индонезия, Филиппины, Мьянма).

### Горнохимическое сырьё
Горнохимическое сырьё представлено главным образом апатитом и флюоритом. Запасы апатитов сосредоточены во Вьетнаме (в районе города Лаокай), флюорита — в Таиланде. Месторождения калийных солей имеются в Таиланде и Лаосе. Известны месторождения серы и пирита в Индонезии, на Филиппинах, в Таиланде.

### Нерудное промышленное сырьё
Нерудная промышленное сырье в Юго-Восточной Азии распространено слабо. Есть отдельные незначительные месторождения и проявления асбеста, барита, графита, пьезокварца и других полезных ископаемых.